# Josef Hempelmann
Josef Hempelmann (* 26. September 1893 in Schellohne bei Lohne; † 27. April 1967 in Lohne) war ein deutscher Politiker.
Der Gartenarchitekt gehörte von 1945 an der CDU an. Von der ersten Sitzung am 30. Januar 1946 bis zur letzten am 6. November 1946 war er Abgeordneter der Partei im Ernannten Landtag von Oldenburg. Von 1946 bis 1950 war Josef Hempelmann Bürgermeister der Stadt Lohne.

## Quelle
- Barbara Simon: Abgeordnete in Niedersachsen 1946–1994. Biographisches Handbuch. Hrsg. vom Präsidenten des Niedersächsischen Landtages. Niedersächsischer Landtag, Hannover 1996, S. 155.